# Hilmer Bergmark
Ernst Hilmer Bergmark, född den 16 april 1878 i Eksjö, död den 9 september 1963 i Stockholm, var en svensk sjömilitär.
Bergmark blev underlöjtnant vid flottan 1899, löjtnant 1901 och kapten 1907. Han var informationsofficer vid minskolan och underofficersskolan i
Stockholm 1908–1914, lärare vid Sjökrigshögskolan 1913–1924, tjänstgjorde i marinförvaltningen 1915–1921, var chef för mindepartementet i Stockholm 1921–1923 och chef för marinförvaltningens minavdelning 1923–1929. Bergmark befordrades till kommendörkapten av andra graden 1918, av första graden 1923 och kommendör 1928. Han var varvschef vid flottans station i Stockholm 1929–1935, kustbevakningsinspektör i generaltullstyrelsen 1935–1937 och kustbevakningschef där 1937–1944. Bergmark invaldes som ledamot av Örlogsmannasällskapet 1919. Han blev riddare av Svärdsorden 1920 och av Vasaorden 1925, kommendör av andra klassen av Svärdsorden 1931 och kommendör av första klassen 1934. Bergmark vilar på Galärvarvskyrkogården i Stockholm.